# Carpelimus bilineatus
Carpelimus bilineatus é uma espécie de insetos coleópteros polífagos pertencente à família Staphylinidae.
A autoridade científica da espécie é Stephens, tendo sido descrita no ano de 1834.
Trata-se de uma espécie presente no território português.